# Supranet

Supranet és un terme utilitzat en el segle XX per l'analista de la indústria Gartner per descriure la fusió de dos mons; el digital (virtual) i el físic, un concepte que incorpora la "Internet de les coses", com un dels seus elements. Inicialment, el terme al·ludeix a la contínua convergència entre Internet, mòbil, connexió permanent, sensors i l'avançada interacció humà-computadora.
En tractaments posteriors, va ser estès per incloure l'etiquetatge electrònic (per exemple, RFID), geotagging i geomapping electrònic (és a dir, la cartografia d'internet en coordenades geodèsiques), completant així la fusió del físic i virtual.

## Paradigma
En conjunt, aquestes publicacions van anticipar la següent tendència, que formen el paradigma de Supranet:
- L'augment dels dispositius intel·ligents miniaturitzats, tals com MEMS o etiquetes RFID, ja numerades pels milers de milions en 2001.
- La codificació electrònica d'objectes físics (productes de consum, automòbils, medicaments, roba, bitllets de banc, paper, etc.), la qual cosa els fa únic d'identificació: el que avui es diu Internet de les coses.
- El fet que la major part o la totalitat dels objectes estaran connectats en xarxa amb Internet sense fil.
- El fet que tots els éssers humans (o animals) que porten tals objectes estaran identificats a la xarxa.
- El fet que es coneixerà amb precisió cada vegada major la ubicació geogràfica de moltes d'aquestes entitats (animals i objectes físics).
- El fet que la superfície del planeta estarà assignada en Internet, ja sigui a través de SIG o en formes més definitives, com la que consisteix en l'assignació d'una adreça IP, per exemple, a cada metre quadrat de la terra.

## Aspectes pràctics
Un exemple comú de Supranet és la fotografia geotagging, ja que es pot fer en Flickr, Panoramio o Picasa, tal vegada (encara que no necessàriament) fent ús de càmeres amb GPS. No obstant això l'ús d'aquestes aplicacions seran limitades per la imaginació dels usuaris. Serà possible adjuntar informació electrònica als llocs, a partir de la descripció botànica de plantes en les senderes de muntanya, a la projecció de l'antiga Roma en la visió real del panorama actual del Pincio. Serà possible per als productes acte-determinar les seves rutes al llarg de les cadenes de subministrament, serà possible crear robots que s'assemblin als personatges de ficció.
Els moviments a través de l'espai físic tridimensional coincidiran amb els moviments a l'espai virtual-digital, i viceversa. La distinció entre l'espai i el ciberespai s'esvairà, i amb el temps serà difícil destriar si estem en una posició en un o un altre.
El concepte de Supranet va ser presa més tard sovint pels mitjans de comunicació, així com en el desenvolupament de productes de tecnologia i en la investigació científica. Un exemple d'un projecte important que s'ha utilitzat a gran escala és Austràlia virtual.

## Precursors
En algunes de les seves obres posteriors a les de 2001, un dels analistes de Gartner que van desenvolupar el concepte han deixat clar que la Supranet va tenir precursors en David Gelernter, GW Fitzmaurice i J. C. Spohrer.